# Dirham
Dirham je jedinica valute u nekoliko arapskih država, uključujući:
- marokanski dirham
- dirham Ujedinjenih Arapskih Emirata
- tisućiti dio libijskog dinara
- stoti dio katarskog rijala
- deseti dio jordanskog dinara
- stoti dio tadžikistanskog somonija (diram)

Armenski dram također ima ime sličnog podrijetla.
Riječ dirham potječe od imena grčkog novčića - drahma. Ovaj pojam je došao do Arabije preko Levanta kojeg je kontrolirao Bizant, davno u predislamsko vrijeme. U vrijeme osnivanja islamske države u 7. stoljeću, dirham je postao službena valuta Islamske države. Na njemu su se pisali ajeti i ime vladajućeg kalifa. Dirham je prevladavao u mnogim mediteranskim zemljama, uključujući Španjolsku, te se koristio u Europi između 10. i 12. stoljeća.